# André Claveau
Pour les articles homonymes, voir Claveau (homonymie).
André Claveau, né le 29 décembre 1911 dans le 15e arrondissement de Paris et mort le 4 juillet 2003 à Agen (Lot-et-Garonne), est un chanteur et acteur français.
Il connut l'apogée de sa carrière du début des années 1940 au début des années 1960. En 1958, il est le premier Français à remporter le Concours Eurovision de la chanson, avec la chanson Dors, mon amour.
Il était surnommé Le Prince de la chanson. Durant sa carrière, il interpréta près de 1 500 chansons.

## Biographie

### Famille et jeunesse
Fils unique d'un tapissier, Marcel Désiré Claveau, et de Suzanne Lebarz, André Claveau naît à Paris, le 29 décembre 1911.
Dès son plus jeune âge, il veut devenir ébéniste ; il entre comme apprenti à la Compagnie des arts français, qui vient d'être fondée par André Mare et Louis Süe, rue du Faubourg-Saint-Honoré. Il y étudie le travail du bois et l'ébénisterie, avant de poursuivre sa formation à l'École Boulle.

### Débuts
Il travaille ensuite comme graphiste et dessinateur de bijoux. Il réalise des décors de théâtre (notamment pour L'Hermine, de Jean Anouilh), ainsi que des affiches de spectacles (notamment pour Damia et Jean Lumière).
Sa carrière de chanteur débute en 1936, lorsqu'il participe à un concours amateur intitulé Premières chances organisé par la radio Le Poste parisien. Il en sort vainqueur, avec la chanson Chez moi. Il se lie avec le pianiste et compositeur Alec Siniavine, qui l'accompagne dans ses spectacles ultérieurs. Durant les six années suivantes, il passe en troisième, deuxième, puis première partie de programme dans différents music-halls placé par le producteur Roger Audiffred. Il se produit au Théâtre Mogador en 1939, au Concert Pacra en 1940 et à L'Européen en 1941.
En 1942, durant l'Occupation, il est remarqué par l'imprésario Marc Duthyl et sa renommée s'accroît. Sa voix et son charisme lui permettent de devenir l'animateur d'une émission de variétés sur Radio Paris.

### Apogée
Après la Libération, André Claveau est banni durant deux années des antennes pour ses activités durant la guerre. Il anime à nouveau des émissions de variété à la radio, mais c'est en tant que chanteur qu'il atteint l'apogée de sa carrière professionnelle. Surnommé le « prince de la chanson de charme », il enchaîne les succès commerciaux et devient l'un des chanteurs français les plus célèbres de son temps.
Ses titres les plus connus demeurent Marjolaine (tiré de l'album Le Bal de la victoire) et Deux petits chaussons (inspiré de la musique originale du film Les Feux de la rampe, de Charlie Chaplin). Il est le premier à interpréter Bon Anniversaire. Cette chanson, écrite par Jacques Larue sur une musique de Louiguy, faisait partie de la bande originale du film Un jour avec vous, sorti en 1951 et dirigé par Jean-René Legrand. Claveau y partage l'affiche avec Simone Logeart et André Gabriello et prononce le célèbre « Bon anniversaire, nos vœux les plus sincères, que ces quelques fleurs vous apportent le bonheur… »
Charlie Chaplin disait d'André Claveau qu'il lui rappelait Bing Crosby.
De 1947 à 1955, Claveau apparaît dans de nombreux films, dans lesquels il interprète ses succès.

#### Victoire au Concours Eurovision de la chanson

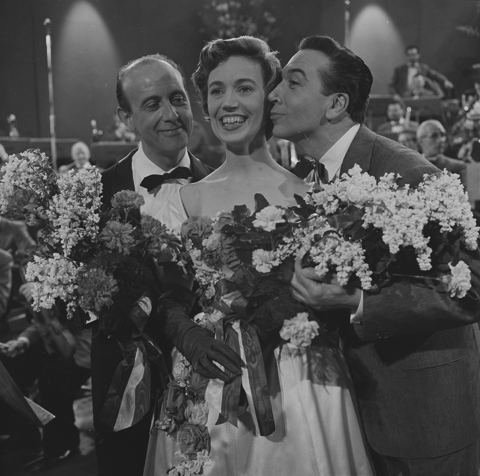
Le chef d'orchestre Franck Pourcel, la présentatrice Hannie Lips et André Claveau, après la remise de la médaille du Grand Prix.

Le 7 février 1958, André Claveau fait partie des candidats de la sélection nationale française pour la troisième édition du Concours Eurovision de la chanson, présentée par Marianne Lecène. Un jury d'experts composé de 13 professionnels de la musique et de la télévision dont Eddie Barclay est chargé d'élire la chanson et son interprète. Lors de cette sélection, les auteurs de chaque chanson interprètent tout d'abord eux-mêmes leur titre. 
La chanson Dors, mon amour, écrite par Pierre Delanoë sur une musique d'Hubert Giraud et interprétée pour l'occasion par ce dernier, est choisie,. Après la sélection de la chanson, il l'interprète à l'aide d'une partition.
Le mercredi 12 mars 1958, à Hilversum, aux Pays-Bas, il représente la France au Concours Eurovision de la chanson (nommé cette année-là Grand Prix Eurovision de la chanson européenne 1958). Il le remporte, offrant au pays sa première victoire. Après avoir reçu la médaille du Grand Prix, il remercia tous les pays ayant voté pour lui (tous les pays à l'exception des Pays-Bas lui donnèrent des points), ainsi que Frank Pourcel, son chef d'orchestre, et les auteurs de sa chanson, Delanoë et Giraud. Il conclut en disant : « Croyez bien que mon cœur bat très fort et que je suis très heureux. » Il devient ainsi le premier artiste masculin à remporter le concours.

### Retraite
La vague du yéyé, au début des années 1960, affecte sa popularité et son succès va en diminuant. André Claveau est d'ailleurs souvent pris en exemple pour dire qu'il était l'un des chanteurs-types avant 1960, avant que les plus jeunes n'envahissent le marché du disque. Globalement, son déclin marque aussi la fin d'une époque pour la chanson française.
Son alter ego féminin est Lucienne Delyle, elle aussi grande vedette de la chanson des années 1940 à 1960. À la fin des années 1960, il décide de mettre un terme à sa carrière, prend sa retraite et se retire des médias. Il n'apparaît presque plus en public.
Il tente un retour en 1978, où il interprète le 7 janvier la chanson Marlène, dans l'émission Loto chanson présentée par Guy Lux.

### Mort
André Claveau meurt d'une embolie cérébrale, le 4 juillet 2003, à Agen. Il est inhumé à Brassac (Tarn-et-Garonne).

## Discographie non exhaustive
- 1939 : (Venez donc) Chez moi - paroles de Féline, musique de Paul Misraki (reprise d'une création de Jean Sablon, datant de 1935)
- 1941 : Ah c'qu'on s'aimait poème de Lucien Boyer musique de Paul Marinier [7]
- 1942 : (Je suis) Seul(e) ce soir - paroles de Rose Noël et Jean Casanova, musique de Paul Durand
- 1943 : J'ai pleuré sur tes pas - paroles de Roland Tessier, musique de Jacques Simonot
- 1943 : Marjolaine - paroles de Jacques Plante, musique de Louiguy
- 1949 : Une nuit mon amour - paroles de Sergelys, musique d'Alec Siniavine
- 1950 : Domino - paroles de Jacques Plante, musique de Louis Ferrari
- 1950 : La Petite Diligence - paroles et musique de Marc Fontenoy
- 1950 : Cerisier rose et pommier blanc - paroles de Jacques Larue, musique de Louiguy
- 1951 : Bon anniversaire - paroles de Jacques Larue, musique de Louiguy
- 1952 : Le Petit Train - paroles et musique de Marc Fontenoy
- 1956 : Les Yeux d'Elsa - poème de Louis Aragon mis en musique par Maurice Vandair et Jean Ferrat
- 1958 : Dors, mon amour - paroles de Pierre Delanoë, musique d'Hubert Giraud
- 1958 : J'm'en fous, je t'aime - paroles de Jean-Pierre Mottier, musique de Jean-Pierre Mottier et André Paté

## Filmographie
- 1938 : Champions de France de Willy Rozier
- 1947 : Le destin s'amuse, de Emil-Edwin Reinert
- 1947 : Gai Paris, court métrage de Lucette Godard
- 1948 : Amours de vacances, court métrage de Jean-Jacques Delafosse
- 1949 : Les Vagabonds du rêve, de Charles-Félix Tavano
- 1949 : La kermesse en chansons, court métrage de Henri Verneuil
- 1950 : Sous le ciel de Paris, de Julien Duvivier
- 1950 : Fusillé à l'aube, de André Haguet
- 1950 : Vedettes en chansons, court métrage de Bernard Roland
- 1951 : Cœur-sur-Mer, de Jacques Daniel-Norman
- 1951 : Pas de vacances pour Monsieur le Maire, de Maurice Labro
- 1952 : Les Surprises d'une nuit de noces, de Jean Vallée
- 1952 : Un jour avec vous, de Jean-René Legrand
- 1953 : Rires de Paris, d'Henri Lepage
- 1953 : La Route du bonheur, de Maurice Labro et Giorgio Simonelli
- 1955 : French Cancan, de Jean Renoir
- 1955 : Les héros sont fatigués, de Yves Ciampi
- 1960 : Prisonniers de la brousse, de Willy Rozier

## Opérettes
- 1939 : Billie et son équipe, de Michel Emer et Jean Sautreuil, livret par André Mouëzy-Éon et Albert Willemetz, Théâtre Mogador.
- 1946 : La Bonne Hôtesse, de Jean-Jacques Vital et Serge Veber, mise en scène de Fred Pasquali, Alhambra.

## Animateur
- C'est pour rire sur Radio Luxembourg
- Bonjour la chance sur Radio Luxembourg